# Burg Baltow
Die Burg Baltow (lettisch Baltavas viduslaiku pils) ist die Ruine einer Bischofsburg des Erzbistums Riga, errichtet am Ufer der Oger in der Nähe des livländischen Dorfes Ogresmuiža im lettischen Bezirk Madona.

## Geschichte
Eine Burg Baltow wird erstmals 1375 in der Chronik des Hermann von Wartberge genannt, das Baujahr selbst ist unbekannt. Kardinal Julijans Vaivods nannte Nikolaus von Nauen als Bauherr, der von 1229 bis 1253 Bischof von Riga war; demzufolge wäre die Burg bis spätestens 1253 errichtet worden. Da die Quelle des Kardinals allerdings nicht bekannt ist, bleibt auch die Zuverlässigkeit der Information fraglich.
1375 führte der litauische Großfürst Kęstutis einen verheerenden Angriff auf die Region um Baltow durch und verwüstete neben Baltow auch weitere umliegende Ländereien und Burgen. 1460 belehnte der Bischof die Familie von Tiesenhausen mit der Herrschaft von Baltow. Daraufhin verlor die Burg ihre wirtschaftliche und administrative Bedeutung, da die neuen Herren bereits mehrere wichtige Burgen in der Gegend besaßen.
Nach dem Fall der Livländischen Konföderation während des Livländischen Krieges 1561 wurde Baltow zusammen mit Livland in das Königreich Polen-Litauen eingegliedert. Es ist möglich, dass der livländische König Magnus während des Krieges im Jahr 1577 in den Besitz der Burg Baltow gelangte und russische Truppen diese dann im Anschluss zerstörten. Im Friedensvertrag von 1582 wird die Burg nicht mehr erwähnt.
Während des Großen Nordischen Krieges und der zu dieser Zeit wütenden Pestepidemie starb ein Großteil der Einwohner von Baltow.

## Beschreibung
Die Burg Baltow wurde auf einem schwer zugänglichen und natürlich geschützten Hügel auf einer Halbinsel errichtet, die durch einen Mäander des Flusses Oger entstanden ist. Somit grenzte die Burg – mit Ausnahme im Südosten – an allen Seiten an die relativ steil abfallenden Ufer der Oger.
Im Südosten dieser kleinen Halbinsel trennten zwei parallel angelegte Gräben den Hügel von einem schmalen Landstreifen. Die Hauptburg auf dem Hügel hatte eine Fläche von etwa 58 × 40 m und war durch eine parallel zu den Gräben verlaufende Schildmauer geschützt. Diese ist ca. 53 m lang, bis zu 2,5 m dick und bestand aus gemörteltem Kalksteinmauerwerk. Vor diesen beiden Gräben befand sich eine Vorburg mit einer Fläche von 80 × 60 m, die wiederum vermutlich durch eine hölzerne Palisade umgeben war.
An der Wehrmauer befand sich ein 20 × 7 m großes, unterkellertes Wohngebäude mit mehreren Räumen. Der etwa 3 m breite Eingang zur Burg befand sich mittig der Burgmauer beim Übergang zum Wohngebäude.
Hinweise auf weitere Mauern oder Befestigungen auf dem Burggelände gibt es nicht. Aufgrund des vergleichsweise geringen Befestigungsgrads ist anzunehmen, dass es sich bei Baltow um eine relativ unbedeutende Burg mit hauptsächlich wirtschaftlicher Nutzung handelte.
Von der Burg ist heute nur noch ein mit Gras und Büschen bewachsener Wall erhalten, auf dem stellenweise einzelne Felsbrocken erkennbar sind.